# Ansiea tuckeri thomensis
Ansiea tuckeri thomensis is een spinnenondersoort in de taxonomische indeling van de krabspinnen (Thomisidae).
Het dier behoort tot het geslacht Ansiea. De wetenschappelijke naam van de soort werd voor het eerst geldig gepubliceerd in 1958 door Bacelar.